# Commiphora tenuipetiolata
Commiphora tenuipetiolata är en tvåhjärtbladig växtart som beskrevs av Adolf Engler. Commiphora tenuipetiolata ingår i släktet Commiphora och familjen Burseraceae. Inga underarter finns listade i Catalogue of Life.